# Jordanoleiopus mirei
Jordanoleiopus mirei là một loài bọ cánh cứng trong họ Cerambycidae.